# Silent Piano
Silent Pianos sind eine von Yamaha entwickelte Technik, ein ansonsten konventionelles Klavier über eine sogenannte Silent-Ausstattung um eine digitale Musikausgabe zu ergänzen. So ist es möglich, das Klavierspiel statt über die normalen Saiten über einen Kopfhörer oder eine Stereoanlage auszugeben. Zusätzlich kann durch das mittlere Pedal das Klavier stummgestellt werden, so dass die Tonausgabe nur noch digital erfolgt - daher auch der Name (engl. silent: leise oder still oder stumm).
Neben Yamaha-Klavieren und -Flügeln sind folgende Marken mit Stummschaltungssystemen lieferbar:
- C. Bechstein ("Vario-System", eine Eigenentwicklung)[1][2] Dieses System wird auch bei den Tochtermarken Bechstein, Euterpe, W.HOFFMANN[3] und  Zimmermann[4] eingebaut. Instrumente dieser Marken ab ca. Baujahr 2004 können nachgerüstet werden.

- Kawai
- Schimmel
- Seiler
- Grotrian-Steinweg

## Funktionsweise
Im Gegensatz zu Digital-Pianos, E-Pianos und Teilen der nachgerüsteten Silent-Einrichtungen arbeitet Yamahas Lösung nicht mechanisch, sondern rein optisch. Dadurch wird das Klavierspiel nicht beeinträchtigt, und der Mechanismus nutzt sich nicht ab.
Wenn die Stummschaltungsfunktion aktiviert wurde – entweder über das mittlere Pedal oder den Silent-Hebel – und eine Taste angeschlagen wird, wird der Hammerkopf angehalten, bevor er auf die Saite trifft. Optische Sensoren erfassen jede Nuance ihres Spiels und leiten diese an den Klangerzeuger, der den Klang eines akustischen Klaviers digital erzeugt und an den Kopfhörerausgang sendet

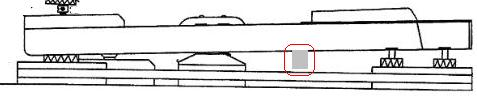
Darstellung einer Klaviertaste mit Silent-Ausstattung

Die hier rot markierte „Lasche“ ist eine mit horizontalen und vertikalen Linien versehene Kunststoffplatte, die beim Anschlag der Taste in einen Laserstrahl gerät, der durch die Linien die Anschlagstärke und -geschwindigkeit ermittelt und an den "silent computer" (kleine Box unter der Klaviatur) weiterleitet. Dieser berechnet den passenden Ton und gibt ihn aus.
Bei ausgeschalteter Silent-Einrichtung ergibt sich im Vergleich zu einem rein-akustischen Klavier jedoch ein leichter, aber wahrnehmbarer Unterschied im Spielgefühl. Grund hierfür ist die deutlich größere Auslösung beim Silent-instrument (d.H. die Hammerbeschleunigung durch die Taste wird früher gestoppt). Technisch bedingt  wird der Hammer abweichend vom rein akustischen Instrument nicht 1,5–3 mm vor Erreichen der Saite ausgelöst, sondern schon 6,5–8 mm vor der jeweiligen Saite. Die Spielart unterscheidet sich somit von einem baugleichen Klavier ohne Silent-Einrichtung vor allem im Pianissimo. Diese Einschränkung gilt in der Regel nicht bei Silent-Flügeln, da hier mit zwei verschiedenen, jeweils elektrisch angesteuerten Auslöseleisten für den silent- bzw. akustischen Betrieb gearbeitet wird.

## Geschichte
Seiler in Kitzingen hat das Silent System 1987 erfunden und patentiert (Patent DE3707591C1). Yamaha brachte seine ersten Klaviere mit der Silent-Einrichtung um 1992 auf den Markt. Seitdem hat sich an dem Grundprinzip nichts geändert, die Technik wurde mit den Jahren der Entwicklung jedoch genauer.
Im Jahre 2014 startet Yamaha mit der Serienproduktion der neuen TransAcoustic™ Technologie im Silent Piano. Transducer machen den Resonanzboden zum Lautsprecher. Das bedeutet, dass jede Art von Klang durch die natürliche Resonanz der akustischen Anlage des Klaviers übertragen werden kann.
Silent Piano (TM) ist ein geschützter Markenname von Yamaha.

## Ähnliche Systeme
Die Firma Kawai bietet ein ähnliches System unter der Bezeichnung "AnyTime" (im Produktnamen abgekürzt ATX) an.
Man kann auch ein solches System nachrüsten. Entsprechende Hardware wird bzw. wurde u. a. von diesen Firmen angeboten:
- Korg
- PianoDisc (QuietTime)
- Solton (Genio)
- Feurich
- Grand & Piano Parts Distribution B.V. - Bolan Silent-Systeme[5]

Die Systeme von Yamaha gibt es nicht zum Nachrüsten. Yamaha belieferte in der Vergangenheit Schimmel-Pianos zum Einbau des SG - Silent Systems und wurde vertrieben unter TwinTone (nur Vorgängerversion mit Yamaha-interner Bezeichnung SG-Silent), jedoch nicht mit dem aktuellen Yamaha SH2 Silent System der neuesten Generation (Sampling: Yamaha CFX Konzertflügel und Bösendorfer Imperial).
Die neueste Technologie "SH2 - Silent" wird jedoch nur in Yamaha-eigene Markeninstrumente eingebaut (Yamaha und Kemble) sowie in Instrumente des Tochterunternehmens Bösendorfer aus Wien in Österreich.